# Radio free FM
Radio free FM ist seit dem 17. Juni 1995 als nichtkommerzielles Lokalradio, mit Sitz in Ulm im Herzen der Innenstadt, auf Sendung. Das Signal wird über die UKW-Frequenz 102,6 MHz verbreitet, das Sendegebiet dehnt sich über die Region Ulm/Neu-Ulm aus. Aktuell hat der Sender seine Räumlichkeiten im Büchsenstadel in der Platzgasse 18.
Radio free FM ist ein freies Radio und Mitglied im Bundesverband Freier Radios.

## Verbreitung
Radio free FM wird über die Sendeantenne des Fernmeldeturms Ulm-Ermingen auf der Frequenz 102,6 MHz verbreitet. Das Sendegebiet deckt das gesamte Stadtgebiet von Ulm/Neu-Ulm ab. Der Empfang reicht zudem bis nach Illertissen, Blaubeuren, Giengen an der Brenz und das Hinterland von Burgau. Teilweise ist das Programm auch in Augsburg, Memmingen oder Geislingen empfangbar. Außerdem wird das Signal in einige Kabelnetze eingespeist.
Neben dem analogen Verbreitungsweg ist Radio free FM als Livestream auf der eigenen Webseite verfügbar, welcher sieben Tage lang nachgehört werden kann.

## Geschichte
Bereits in den frühen 1990ern gab es Ideen für ein freies Radio in der Region Ulm. Nach jahrelanger Vorbereitung und Planung der Sendeinhalte ging der Sender am 17. Juni 1995 auf der Frequenz 100,8 MHz auf Sendung. Zunächst teilte sich Radio free FM die Frequenz mit dem Radio Canale Grande des Offenen Kanal Rundfunkvereins. Seit 2004 sendet Radio free FM ganztägig auf der 102,6 MHz.

## Programm

### Tagesredaktion
Die Tagesredaktion besteht nahezu ausschließlich aus Praktikanten und ist für das Programm von Montag bis Donnerstag von 7 bis 16 Uhr bzw. am Freitag von 7 bis 15 Uhr zuständig. In diesem Zeitrahmen konzipiert die Redaktion die Morningshow Happy Morning, das Vormittagsmagazin GetUp! und das Nachmittagsmagazin Ulmer Freiheit. Ab 12 Uhr läuft zudem der einstündige Musikmix High Noon, welcher auch von der Musikredaktion mitgestaltet wird. Die Magazinsendungen werden mit Umfragen, Beiträgen oder Interviews gefüllt, welche im Nachhinein auch auf der Webseite als Podcast angeboten werden. Auch Beiträge anderer freien Radios werden in diesem Zeitraum ausgespielt.

### Plattform
Die Plattform ist der offene Zugang von Radio free FM und eine der Kernaufgaben des freien Radios. Sie läuft von Montag bis Donnerstag von 16 bis 17 Uhr und am Sonntag in der Wiederholung ab 12 Uhr. Zudem wird jede einzelne Folge als Podcast ohne Musik auf die Webseite von Radio free FM hochgeladen. Die Plattform bietet nach eigenen Angaben „engagierten Menschen ein Forum, um ihr Anliegen einem größeren Kreis von Zuhörern bekannt zu machen.“ Vereine, NGOs oder andere Organisationen stellen in der Plattform ihr Bestreben vor oder machen auf anstehende Veranstaltungen aufmerksam. Auch kommunale Politiker oder Mitglieder der Stadtverwaltung sind häufige Gäste. Die Sendung wird im Wechsel von ehrenamtlichen Moderatoren moderiert.

### Weitere Sendungen
Die Sendungen außerhalb des Tagesprogramms werden von ehrenamtlichen Redakteuren betreut und moderiert. Dabei prägen sowohl pure Musiksendungen (z. B. 112, Welle Wahnsinn, Jazzin, Entartet) als auch Gesprächsformate (z. B. Eine Stunde mit..., Weltfunk) das Programm. Neue Sendungskonzepte werden zuvor vom Programm G7 geprüft und bewilligt.

#### Internationale Sendungen
Als freies Radio ist Radio free FM auch die Heimat vieler fremdsprachiger Sendungen. Zu diesen Sendungen gehören:
- La Burhadilla (spanisch)
- Caravelas (portugiesisch)
- Jó napot! (ungarisch)
- Il Sabato Italiano (italienisch)
- Anahid (persisch)

#### Kinder- und Jugendsendungen
In Kooperation mit der e.tage Medienbildung des Ulmer Stadtjugendrings läuft auf Radio free FM die Sendung mikro.welle. Die Sendungen werden unter der Betreuung von Medienpädagogen von Kindern im Alter zwischen sieben und 14 Jahren gestaltet. Außerdem hat free FM eine Jugendredaktion, welche jeden zweiten Freitag auf Sendung geht.

## Organisation

### Rechtlicher Rahmen
Den rechtlichen Rahmen für Radio free FM bilden der Redaktions- und der Förderverein. Diese beiden eingetragenen gemeinnützigen Vereine sind Gesellschafter der Radio free FM gemeinnützigen GmbH; diese ist Trägerin der Hörfunklizenz. Über Programmrichtlinien und -struktur entscheidet ein von allen Redakteuren gewählter Programmrat, der sogenannte G7. Den verschiedenen Redaktionen ist jeweils ein Sendeplatz zugeordnet. Innerhalb der Redaktionen verständigen sich die Redakteure über die Inhalte ihrer Sendungen und gestalten so das Programm. Organisatorische Arbeiten erledigen Redakteure, Moderatoren und Macher zusammen in Teams. Entscheidungen werden vom sogenannten jour fixe gefällt; dieser setzt sich zusammen aus Vertretern der Musik- und Wortredaktionen, der Teams, den Vorständen der beiden Vereine und dem Geschäftsführer der gemeinnützigen GmbH. Unterstützt wird der Sender durch einen Beirat, dem Persönlichkeiten des öffentlichen Lebens angehören.

### Finanzierung
Radio free FM finanziert sich ausschließlich über Mitgliedsbeiträge, Förderungen und Spenden.